# Снядкув-Дольни
Снядкув-Дольни (пол. Śniadków Dolny) — село в Польщі, у гміні Собене-Єзьори Отвоцького повіту Мазовецького воєводства.
Населення — 146 осіб (2011).
У 1975-1998 роках село належало до Седлецького воєводства.

## Демографія
Демографічна структура станом на 31 березня 2011 року:
|          | Загалом | Допрацездатний вік | Працездатний вік | Постпрацездатний вік |
| -------- | ------- | ------------------ | ---------------- | -------------------- |
| Чоловіки | 70      | 11                 | 46               | 13                   |
| Жінки    | 76      | 17                 | 40               | 19                   |
| Разом    | 146     | 28                 | 86               | 32                   |